# Derbi montenegrino
El Derbi montenegrino (en serbio: Crnogorski derbi) es el principal partido de fútbol en Montenegro en el que se enfrentan los equipos de las dos ciudades más grandes del país: el FK Budućnost de Podgorica y el FK Sutjeska de Nikšić. Es también la mayor rivalidad deportiva del país ya que también se da en baloncesto, incluyendo enfretamentos cuando formaron parte de la Primera Liga de Yugoslavia y en la Primera Liga de Serbia y Montenegro.

## Historia
El FK Budućnost fue fundado en 1925 y el FK Sutjeska en 1927, iniciaron sus partidos oficiales antes de la Segunda Guerra Mundial. Sus primeros partidos en competiciones oficiales fueron en el Montenegrin Football Championship (1922-1940). El primer enfrentamiento entre síse dio el 9 de octubre de 1932 en Nikšić, y Budućnost ganó 2–1. En ese periodo se enfrentaron en cuatro partidos oficiales - FK Budućnost con el nombre RSK Budućnost y FK Sutjeska como SK Hercegovac.
El primer partido disputado después de la guerra fue en abril de 1946, cuando ambos equipos jugaban en la desaparecida Liga de la República Montenegrina, la cual daba el ascenso a la Primera Liga de Yugoslavia. Hasta ahora se han jugado más de 100 partidos oficiales entre Budućnost y Sutjeska.
Como el partido involucra a los equipos de las dos ciudades más grandes de Montenegro, el derbi se volvió popular a inicios de su historia. Algunas de las mayores asistencias a los partidos se han dado en el Derbi montenegrino. Desde los años 1980 ambos equipos han organizado barras de aficionados, lo que convirtió el Derbi montenegrino en un partido peligroso.

## Récords y Estadísticas

### Enfrentamiento Directo
| Torneo                  | Partidos | Budućnost | Empates | Sutjeska | GD      |
| ----------------------- | -------- | --------- | ------- | -------- | ------- |
| Primera Liga            | 75       | 33        | 25      | 17       | 116:78  |
| Campeonato Montenegrino | 4        | 4         | 0       | 0        | 15:3    |
| Divisiones Inferiores   | 26       | 12        | 7       | 7        | 43:28   |
| Copa Nacional           | 11       | 8         | 3       | 0        | 19:7    |
| Total                   | 116      | 57        | 35      | 24       | 193:116 |

GD - Budućnost aparece primero

### Mayores Victorias

#### Budućnost
- Local: Budućnost 7-1 Sutjeska, 1933, Campeonato montenegrino de fútbol[5]
- Visita: Sutjeska 0-4 Budućnost, 2016, Primera División de Montenegro

#### Sutjeska
- Local: Sutjeska 5-2 Budućnost, 1963, Segunda Liga de Yugoslavia
- Visita: Budućnost 1-4 Sutjeska, 2019, Primera División de Montenegro

### Rachas
- Más empates consecutivos: 4, 2018-2019

#### Budućnost
- Partidos consecutivos sin derrota: 17, 2000-2010
- Victorias consecutivas: 9, 1932-1953
- Partidos sin recibir gol: 4, 2004-2007

#### Sutjeska
- Partidos consecutivos sin derrota: 9, 2017-2019
- Victorias consecutivas: 3, 2017; 2018
- Partidos sin recibir gol: 3, 1969-1971, 2017

### Récord Por Sede
| Ciudad    | Partidos | Budućnost | Empate | Sutjeska | GD      |
| --------- | -------- | --------- | ------ | -------- | ------- |
| Podgorica | 57       | 35        | 16     | 6        | 121:52  |
| Nikšić    | 59       | 22        | 19     | 18       | 72:64   |
| Total     | 116      | 57        | 35     | 24       | 193:116 |

### Asistencia
- Mayor / Podgorica: 16 000, Budućnost - Sutjeska 3:0, Stadion pod Goricom, 1974
- Menor / Podgorica: 700, Budućnost - Sutjeska 1:1, Stadion pod Goricom, 2018
- Mayor / Nikšić: 12 000, Sutjeska - Budućnost 1:3, Stadion kraj Bistrice, 1975
- Menor / Nikšić: 800, Sutjeska - Budućnost 1:2, Stadion kraj Bistrice, 2022

#### Asistencia por Estadio
| Ciudad    | Sede                  | Local     | Promedio | General | Partidos | Mayor  | Menor |
| --------- | --------------------- | --------- | -------- | ------- | -------- | ------ | ----- |
| Nikšić    | Stadion kraj Bistrice | Sutjeska  | 4306     | 236 800 | 55       | 12 000 | 800   |
| Podgorica | Stadion pod Goricom   | Budućnost | 4138     | 206 900 | 50       | 16 000 | 700   |
| Podgorica | Cvijetni Brijeg       | Budućnost | 1000     | 1000    | 1        | 1000   | 1000  |

## Partidos oficiales
| Temporada | Torneo                             | Local     | Visita    | Resultado | Asistencia |
| --------- | ---------------------------------- | --------- | --------- | --------- | ---------- |
| 1932      | Montenegrin Championship           | Sutjeska  | Budućnost | 1:2       | W/A        |
| 1933      | Montenegrin Championship           | Budućnost | Sutjeska  | 7:1       | W/A        |
| 1934      | Montenegrin Championship           | Budućnost | Sutjeska  | 2:0       | W/A        |
| 1934      | Montenegrin Championship           | Sutjeska  | Budućnost | 1:4       | W/A        |
| 1946      | Liga de la República de Montenegro | Sutjeska  | Budućnost | 0:3       | 4000       |
| 1946      | Liga de la República de Montenegro | Budućnost | Sutjeska  | 7:2       | 2500       |
| 1950      | Copa de Yugoslavia                 | Sutjeska  | Budućnost | 0:2       | 4000       |
| 1952      | Liga de la República de Montenegro | Budućnost | Sutjeska  | 3:0       | 5000       |
| 1952      | Liga de la República de Montenegro | Sutjeska  | Budućnost | 1:2       | 3000       |
| 1953      | Liga de la República de Montenegro | Budućnost | Sutjeska  | 1:2       | 4000       |
| 1953      | Liga de la República de Montenegro | Sutjeska  | Budućnost | 1:2       | 5000       |
| 1958      | Copa de Yugoslavia                 | Budućnost | Sutjeska  | 3:2       | 2000       |
| 1960      | Segunda Liga de Yugoslavia         | Budućnost | Sutjeska  | 2:1       | 4000       |
| 1961      | Segunda Liga de Yugoslavia         | Sutjeska  | Budućnost | 2:2       | 5000       |
| 1961      | Segunda Liga de Yugoslavia         | Budućnost | Sutjeska  | 1:0       | 5000       |
| 1962      | Segunda Liga de Yugoslavia         | Sutjeska  | Budućnost | 1:0       | 5000       |
| 1963      | Segunda Liga de Yugoslavia         | Sutjeska  | Budućnost | 5:2       | 7000       |
| 1964      | Segunda Liga de Yugoslavia         | Budućnost | Sutjeska  | 1:1       | 4000       |
| 1964      | Copa de Yugoslavia                 | Sutjeska  | Budućnost | 2:3       | 5000       |
| 1965      | Segunda Liga de Yugoslavia         | Sutjeska  | Budućnost | 2:0       | 6000       |
| 1966      | Segunda Liga de Yugoslavia         | Budućnost | Sutjeska  | 1:0       | 5000       |
| 1967      | Segunda Liga de Yugoslavia         | Budućnost | Sutjeska  | 3:0       | 6000       |
| 1968      | Segunda Liga de Yugoslavia         | Sutjeska  | Budućnost | 3:1       | 7000       |
| 1968      | Segunda Liga de Yugoslavia         | Budućnost | Sutjeska  | 1:1       | 10000      |
| 1969      | Segunda Liga de Yugoslavia         | Sutjeska  | Budućnost | 2:0       | 9000       |
| 1969      | Segunda Liga de Yugoslavia         | Sutjeska  | Budućnost | 0:0       | 8000       |
| 1970      | Segunda Liga de Yugoslavia         | Budućnost | Sutjeska  | 0:1       | 10000      |
| 1970      | Segunda Liga de Yugoslavia         | Budućnost | Sutjeska  | 1:1       | 7000       |
| 1971      | Segunda Liga de Yugoslavia         | Sutjeska  | Budućnost | 0:0       | 11000      |
| 1973      | Segunda Liga de Yugoslavia         | Budućnost | Sutjeska  | 3:0       | 8000       |
| 1974      | Segunda Liga de Yugoslavia         | Sutjeska  | Budućnost | 1:1       | 6000       |
| 1974      | Segunda Liga de Yugoslavia         | Budućnost | Sutjeska  | 3:0       | 16000      |
| 1975      | Segunda Liga de Yugoslavia         | Sutjeska  | Budućnost | 1:3       | 12000      |
| 1984      | Primera Liga de Yugoslavia         | Budućnost | Sutjeska  | 2:1       | 10000      |
| 1985      | Primera Liga de Yugoslavia         | Sutjeska  | Budućnost | 0:0       | 10000      |
| 1985      | Primera Liga de Yugoslavia         | Budućnost | Sutjeska  | 2:1       | 8000       |
| 1986      | Primera Liga de Yugoslavia         | Sutjeska  | Budućnost | 5:5       | 7000       |
| 1986      | Primera Liga de Yugoslavia         | Budućnost | Sutjeska  | 1:1       | 10000      |
| 1987      | Primera Liga de Yugoslavia         | Sutjeska  | Budućnost | 2:0       | 8000       |
| 1987      | Primera Liga de Yugoslavia         | Sutjeska  | Budućnost | 1:1       | 5000       |
| 1988      | Primera Liga de Yugoslavia         | Budućnost | Sutjeska  | 2:2       | 6000       |
| 1991      | Primera Liga de Yugoslavia         | Budućnost | Sutjeska  | 1:0       | 3000       |
| 1992      | Primera Liga de Yugoslavia         | Sutjeska  | Budućnost | 0:0       | 5000       |
| 1992      | FRY First League                   | Sutjeska  | Budućnost | 3:1       | 1500       |
| 1993      | FRY First League                   | Budućnost | Sutjeska  | 2:1       | 1000       |
| 1994      | FRY First League                   | Sutjeska  | Budućnost | 0:2       | 2000       |
| 1994      | FRY First League                   | Budućnost | Sutjeska  | 3:0       | 2500       |
| 1995      | FRY First League                   | Sutjeska  | Budućnost | 1:0       | 1500       |
| 1995      | FRY First League                   | Budućnost | Sutjeska  | 5:1       | 2000       |
| 1999      | FRY First League                   | Sutjeska  | Budućnost | 1:0       | 3000       |
| 2000      | FRY First League                   | Budućnost | Sutjeska  | 0:0       | 4000       |
| 2000      | FRY First League                   | Sutjeska  | Budućnost | 1:1       | 3000       |
| 2001      | FRY First League                   | Budućnost | Sutjeska  | 4:3       | 2000       |
| 2004      | SCG First League                   | Sutjeska  | Budućnost | 0:1       | 4000       |
| 2005      | SCG First League                   | Budućnost | Sutjeska  | 1:0       | 5000       |
| 2006      | Primera División de Montenegro     | Budućnost | Sutjeska  | 1:0       | 1000       |
| 2007      | Primera División de Montenegro     | Sutjeska  | Budućnost | 0:0       | 3000       |
| 2007      | Primera División de Montenegro     | Sutjeska  | Budućnost | 1:1       | 3000       |
| 2007      | Primera División de Montenegro     | Sutjeska  | Budućnost | 1:1       | 4000       |
| 2007      | Primera División de Montenegro     | Budućnost | Sutjeska  | 2:0       | 2000       |
| 2008      | Primera División de Montenegro     | Budućnost | Sutjeska  | 4:0       | 5000       |
| 2008      | Primera División de Montenegro     | Budućnost | Sutjeska  | 3:2       | 4000       |
| 2009      | Primera División de Montenegro     | Sutjeska  | Budućnost | 0:0       | 5000       |
| 2009      | Primera División de Montenegro     | Budućnost | Sutjeska  | 1:1       | 5000       |
| 2009      | Copa de Montenegro                 | Budućnost | Sutjeska  | 1:1       | 2500       |
| 2009      | Copa de Montenegro                 | Sutjeska  | Budućnost | 0:1       | 3000       |
| 2009      | Primera División de Montenegro     | Budućnost | Sutjeska  | 2:1       | 3500       |
| 2010      | Primera División de Montenegro     | Sutjeska  | Budućnost | 3:1       | 5000       |
| 2010      | Primera División de Montenegro     | Sutjeska  | Budućnost | 2:0       | 3000       |
| 2010      | Primera División de Montenegro     | Budućnost | Sutjeska  | 2:1       | 1500       |
| 2011      | Primera División de Montenegro     | Sutjeska  | Budućnost | 1:2       | 3500       |
| 2011      | Primera División de Montenegro     | Budućnost | Sutjeska  | 3:0       | 2000       |
| 2011      | Primera División de Montenegro     | Budućnost | Sutjeska  | 2:0       | 3000       |
| 2012      | Primera División de Montenegro     | Sutjeska  | Budućnost | 2:3       | 4000       |
| 2012      | Primera División de Montenegro     | Budućnost | Sutjeska  | 3:0       | 1500       |
| 2012      | Primera División de Montenegro     | Sutjeska  | Budućnost | 1:0       | 3000       |
| 2012      | Primera División de Montenegro     | Budućnost | Sutjeska  | 2:0       | 2500       |
| 2013      | Primera División de Montenegro     | Sutjeska  | Budućnost | 1:3       | 7000       |
| 2013      | Primera División de Montenegro     | Budućnost | Sutjeska  | 0:0       | W/A        |
| 2013      | Primera División de Montenegro     | Sutjeska  | Budućnost | 1:1       | 4000       |
| 2014      | Primera División de Montenegro     | Sutjeska  | Budućnost | 0:1       | 4500       |
| 2014      | Primera División de Montenegro     | Budućnost | Sutjeska  | 1:2       | 3000       |
| 2015      | Primera División de Montenegro     | Sutjeska  | Budućnost | 0:3       | 3500       |
| 2015      | Primera División de Montenegro     | Budućnost | Sutjeska  | 1:1       | 1500       |
| 2015      | Primera División de Montenegro     | Sutjeska  | Budućnost | 0:0       | 2000       |
| 2016      | Primera División de Montenegro     | Budućnost | Sutjeska  | 0:0       | 4000       |
| 2016      | Primera División de Montenegro     | Sutjeska  | Budućnost | 0:4       | 2000       |
| 2016      | Primera División de Montenegro     | Sutjeska  | Budućnost | 1:1       | 3000       |
| 2017      | Primera División de Montenegro     | Budućnost | Sutjeska  | 4:2       | 4000       |
| 2017      | Primera División de Montenegro     | Sutjeska  | Budućnost | 1:0       | 3000       |
| 2017      | Primera División de Montenegro     | Sutjeska  | Budućnost | 1:0       | 2000       |
| 2017      | Primera División de Montenegro     | Sutjeska  | Budućnost | 1:0       | 3000       |
| 2017      | Copa de Montenegro                 | Budućnost | Sutjeska  | 2:0       | 2500       |
| 2017      | Copa de Montenegro                 | Sutjeska  | Budućnost | 0:1       | 2500       |
| 2017      | Primera División de Montenegro     | Budućnost | Sutjeska  | 3:1       | 1200       |
| 2018      | Primera División de Montenegro     | Sutjeska  | Budućnost | 3:2       | 1500       |
| 2018      | Primera División de Montenegro     | Budućnost | Sutjeska  | 2:3       | 1000       |
| 2018      | Primera División de Montenegro     | Sutjeska  | Budućnost | 2:1       | 1800       |
| 2018      | Primera División de Montenegro     | Budućnost | Sutjeska  | 1:1       | 700        |
| 2019      | Primera División de Montenegro     | Sutjeska  | Budućnost | 2:2       | 3500       |
| 2019      | Copa de Montenegro                 | Budućnost | Sutjeska  | 0:0       | 2000       |
| 2019      | Copa de Montenegro                 | Sutjeska  | Budućnost | 1:1       | 3000       |
| 2019      | Primera División de Montenegro     | Budućnost | Sutjeska  | 0:2       | 2000       |
| 2019      | Primera División de Montenegro     | Budućnost | Sutjeska  | 1:4       | 2500       |
| 2019      | Primera División de Montenegro     | Sutjeska  | Budućnost | 0:2       | 3000       |
| 2020      | Primera División de Montenegro     | Budućnost | Sutjeska  | 2:0       | W/A        |
| 2020      | Primera División de Montenegro     | Budućnost | Sutjeska  | 1:0       | W/A        |
| 2020      | Primera División de Montenegro     | Sutjeska  | Budućnost | 0:1       | W/A        |
| 2021      | Primera División de Montenegro     | Budućnost | Sutjeska  | 1:1       | W/A        |
| 2021      | Primera División de Montenegro     | Sutjeska  | Budućnost | 0:1       | W/A        |
| 2021      | Primera División de Montenegro     | Sutjeska  | Budućnost | 1:0       | 1000       |
| 2021      | Primera División de Montenegro     | Budućnost | Sutjeska  | 3:3       | 3000       |
| 2022      | Primera División de Montenegro     | Sutjeska  | Budućnost | 2:2       | 1500       |
| 2022      | Copa de Montenegro                 | Budućnost | Sutjeska  | 3:0       | 2500       |
| 2022      | Copa de Montenegro                 | Sutjeska  | Budućnost | 1:2       | 800        |
| 2022      | Primera División de Montenegro     | Budućnost | Sutjeska  | 4:2       | 1200       |

## Aficionados
Uno de los aspectos más cruciales del Derbi montenegrino es el de los aficionados. Loa aficionados del Budućnost son los Varvari (Bárbaros) y los del Sutjeska los Vojvode (Duques). La rivalidad de los ultras de Podgorica y Nikšić ha estado desde su formación. En la historia reciente también se han presentado en los partidos de baloncesto.

### Varvari Podgorica
Los seguidores del Buducnost se les conoce como Varvari (Bárbaros), grupo fundado en 1987. Los colores tradicionales de los ultras son Azul y blanco, así como los colores de todos los equipos deportivos del Budućnost. Para los partidos de local del FK Budućnost Podgorica los Varvari se ubican en la gradería norte (llamada Sjever) del Podgorica city stadium. También tiene una gradería reservada en el Morača Sports Center, como seguidores del equipo de baloncesto KK Buducnost.

### Vojvode Nikšić
"Los Duques" (Vojvode) son el nombre por lo que son conocidos los seguidores del Sutjeska. Fueron creados en 1988 en Nikšić y hoy es uno de los grupos de aficionados más numerosos en Montenegro. Se ubican en la gradería este y apoyan a todos los equipos deportivos del Sutjeska tanto de local como de visitante.